# Soye-en-Septaine
Soye-en-Septaine är en kommun i departementet Cher i regionen Centre-Val de Loire i de centrala delarna av Frankrike. Kommunen ligger  i kantonen Levet som tillhör arrondissementet Bourges. År 2022 hade Soye-en-Septaine 582 invånare.

## Befolkningsutveckling
Antalet invånare i kommunen Soye-en-Septaine
Referens:INSEE